# Emanuella Labonne
Pour les articles homonymes, voir Labonne.
Emanuella Labonne, née Lent le 4 septembre 1985 à Flacq, est une haltérophile mauricienne.

## Carrière
Emanuella Labonne est médaillée d'argent aux Championnats d'Afrique 2017 et aux Championnats d'Afrique 2018 dans la catégorie des moins de 69 kg.

## Famille
Elle est la fille du footballeur Viviant Lent, la sœur de l'haltérophile Ketty Lent et la tante de Seforah Lent.